# Popillia strigicollis
Popillia strigicollis är en skalbaggsart som beskrevs av Ohaus 1920. Popillia strigicollis ingår i släktet Popillia och familjen Rutelidae. Inga underarter finns listade i Catalogue of Life.